# امارت اسلامی کنر
امارت اسلامی کنر (پشتو: د کونړ اسلامي امارت) یک شبه دولت سلفی ناشناخته کوتاه مدت در ولایت کنر بود که توسط جمیل الرحمن رهبری و توسط گروه او، جماعت دعوت به قرآن و سنت تأسیس شد.

## تاریخ
پس از خروج نیروهای شوروی در سال ۱۹۸۸، ولایت کنر به‌طور کامل تحت کنترل مجاهدین قرار گرفت. در مناطقی که اخیراً تصرفشده بود، گروه‌های مسلح جنایات زیادی را علیه مردم غیرنظامی مرتکب شدند و برای برتری بر استان با یکدیگر جنگیدند. کنر که قبلاً درجریان حملات مکرر شوروی متحمل آسیب شدید شده بود، از این درگیری‌ها ویران شد. جمیل الرحمن و نیروهای جماعت دعوت به قرآن و سنت او که در آن زمان از داوطلبان عمدتاً عرب تشکیل شده بودند، همچنین با حمایت بسیاری از تجار ثروتمند سعودی و کویتی، توانستند بر همه رقبای خود غلبه کنند تا اینکه تنها نیروی باقی مانده در کنر حزب اسلامی گلبدین به رهبری گلبدین حکمتیار. در مارس ۱۹۹۰، دو گروه برای تشکیل یک شورای مشترک به توافق رسیدند، اما اختلافاتبه‌سرعت دوباره ظاهر شد، به ویژه در مورد مسئله جنگ خلیج فارس. در حالی که حکمتیار موضعی ضد آمریکایی و ضد سلطنتیسعودی داشت، جمیل الرحمن حمایت از حامیان سعودی و کویتی خود را برگزید.
در میان جهادی ها علاوه بر عرب، پشتون‌ها نیز حضور داشتند. علمای سلفی عربستان سعودی عموماً امارت اسلامی کنر را تنها دولت اسلامی واقعی می‌دانستند. برهان‌الدین ربانی تلاش کرد تا سعودی ها را متقاعد کند که امارت اسلامی کنر غیرقانونی است، هرچند که نادیده گرفته شد.
در ژانویه ۱۹۹۱ جمیل الرحمن ایجاد امارت اسلامی کنر را با رهبری خود اعلام کرد. وی وزرای دفاع، کشور، امورخارجه، دادگستری، اطلاعات، دارایی و آموزش و پرورش را منصوب کرد. جمیل الرحمن بر اساس مرام سلفی خود تلاش کرد تا سنتهای افغانی را که غیراسلامی می‌دانست، از میان بردارد، مانند استفاده از پرچم بر سر قبور شهدای فروافتاده در جهاد و بنای یادبودبر سر مزار پیرس. در بهار ۱۹۹۱ جنگ بین جماعت الدعوه القرآن و حزب اسلامی گلبدین از سر گرفته شد که بیشتر پایگاه‌های خود رادر کنر از دست داد. این امر گلبدین حکمتیار را بر آن داشت تا با حمایت سایر گروه‌های مجاهدین با چند صد نفر یک ضد حمله راآغاز کند. در ۲۰ آوریل ۱۹۹۱، انفجاری در مقر جمیل الرحمن در اسدآباد که ظاهراً نتیجه یک حملهموشکی اسکاد بود، باعث کشته شدن بسیاری از پیروان جمیل الرحمن شد و حکمتیار او را سرنگون کرد. شاهدان محلی گزارش دادند کهسلفی‌ها توسط افراد حکمتیار قتل‌عام شدند. جمیل الرحمن مجبور به فرار به پاکستان شد.

## همچنین ببینید
- امارت اسلامی بیاره